# Tamopsis brachycauda
Espèce
Tamopsis brachycauda est une espèce d'araignées aranéomorphes de la famille des Hersiliidae.

## Distribution
Cette espèce est endémique d'Australie. Elle se rencontre dans l'Est du Queensland et dans l'Est de la Nouvelle-Galles du Sud.

## Description
Le mâle mesure 2,6 mm et la femelle 2,9 mm.

## Publication originale
- Baehr & Baehr, 1987 : The Australian Hersiliidae (Arachnida: Araneae): Taxonomy, phylogeny, zoogeography. Invertebrate Taxonomy, vol. vol. 1, no 4, p. 351-437 (texte intégral).